# Дејн Коулс
Дејн Коулс (енгл. Dane Coles; 10. децембар 1986) је професионални новозеландски рагбиста који тренутно игра за рагби јунион тим Херикејнси у Супер рагби лиги.

## Биографија
Висок 184 цм, тежак 103 кг, Коулс игра на позицији број 2 - талонер (енгл. Hooker). Од 2007. до 2009. играо је за Велингтон у ИТМ Куп. Од 2009. наступа за Херикејнсе у Супер рагби лиги. За Херикејнсе је одиграо 80 утакмица и постигао 9 есеја. Године 2012. дебитовао је за репрезентацију Новог Зеланда. До данас је одиграо 31 меч за репрезентацију.